# Golden Globe Award/Bester Animationsfilm
Der Golden Globe Award für den Besten Animationsfilm wurde erstmals 2007 von der Hollywood Foreign Press Association vergeben.

## 2000er Jahre
2007
Cars – Regie: John Lasseter
- Happy Feet* – Regie: George Miller
- Monster House – Regie: Gil Kenan

2008
Ratatouille* – Regie: Brad Bird
- Bee Movie – Das Honigkomplott (Bee Movie) – Regie: Steve Hickner und Simon J. Smith
- Die Simpsons – Der Film (The Simpsons Movie) – Regie: David Silverman

2009
WALL·E – Der Letzte räumt die Erde auf* (WALL·E) – Regie: Andrew Stanton
- Bolt – Ein Hund für alle Fälle (Bolt) – Regie: Chris Williams und Byron Howard
- Kung Fu Panda – Regie: Mark Osborne und John Stevenson

## 2010er Jahre
2010
Oben* (Up) – Regie: Pete Docter und Bob Peterson
- Coraline – Regie: Henry Selick
- Der fantastische Mr. Fox (Fantastic Mr. Fox) – Regie: Wes Anderson
- Küss den Frosch (The Princess and the Frog) – Regie: Ron Clements und John Musker
- Wolkig mit Aussicht auf Fleischbällchen (Cloudy with a Chance of Meatballs) – Regie: Phil Lord und Chris Miller

2011
Toy Story 3* – Regie: Lee Unkrich
- Ich – Einfach unverbesserlich (Despicable Me) – Regie: Pierre Coffin und Chris Renaud
- Drachenzähmen leicht gemacht (How to Train Your Dragon) – Dean DeBlois und Chris Sanders
- L’Illusionniste – Regie: Sylvain Chomet
- Rapunzel – Neu verföhnt (Tangled) – Regie: Nathan Greno und Byron Howard

2012
Die Abenteuer von Tim und Struppi – Das Geheimnis der Einhorn (The Adventures of Tintin) – Regie: Steven Spielberg
- Arthur Weihnachtsmann (Arthur Christmas) – Regie: Sarah Smith und Barry Cook
- Cars 2 – Regie: John Lasseter
- Der gestiefelte Kater (Puss in Boots) – Regie: Chris Miller
- Rango* – Regie: Gore Verbinski

2013
Merida – Legende der Highlands* (Brave) – Regie: Steve Purcell, Mark Andrews und Brenda Chapman
- Frankenweenie – Regie: Tim Burton
- Hotel Transsilvanien (Hotel Transylvania) – Regie: Genndy Tartakovsky
- Die Hüter des Lichts (Rise of the Guardians) – Regie: Peter Ramsey
- Ralph reichts (Wreck-It Ralph) – Regie: Rich Moore

2014
Die Eiskönigin – Völlig unverfroren* (Frozen) – Regie: Chris Buck und Jennifer Lee
- Die Croods (The Croods) – Regie: Kirk DeMicco und Chris Sanders
- Ich – Einfach unverbesserlich 2 (Despicable Me 2) – Regie: Pierre Coffin und Chris Renaud

2015
Drachenzähmen leicht gemacht 2 (How to Train Your Dragon 2) – Regie: Dean DeBlois
- Baymax – Riesiges Robowabohu* (Big Hero 6) – Regie: Don Hall & Chris Williams
- Manolo und das Buch des Lebens (The Book of Life) – Regie: Jorge Gutiérrez
- Die Boxtrolls (The Boxtrolls) – Regie: Graham Annable & Anthony Stacchi
- The LEGO Movie – Regie: Phil Lord & Chris Miller

2016
Alles steht Kopf* (Inside Out) – Regie: Pete Docter
- Anomalisa – Regie: Charlie Kaufman und Duke Johnson
- Arlo & Spot (The Good Dinosaur) – Regie: Peter Sohn
- Die Peanuts – Der Film (The Peanuts Movie) – Regie: Steve Martino
- Shaun das Schaf – Der Film (Shaun the Sheep Movie) – Regie: Mark Burton und Richard Starzak

2017
Zoomania* (Zootopia) – Regie: Byron Howard und Rich Moore
- Kubo – Der tapfere Samurai (Kubo and the Two Strings) – Regie: Travis Knight
- Mein Leben als Zucchini (Ma vie de Courgette) – Regie: Claude Barras
- Sing – Regie: Garth Jennings
- Vaiana (Moana) – Regie: Ron Clements und John Musker

2018
Coco – Lebendiger als das Leben!* (Coco) – Regie: Lee Unkrich und Adrian Molina
- The Boss Baby – Regie: Tom McGrath
- Der Brotverdiener (The Breadwinner) – Regie: Nora Twomey
- Ferdinand – Geht STIERisch ab! (Ferdinand) – Carlos Saldanha
- Loving Vincent – Regie: Dorota Kobiela und Hugh Welchman

2019
Spider-Man: A New Universe* (Spider-Man: Into the Spider-Verse) – Bob Persichetti, Peter Ramsey und Rodney Rothman
- Isle of Dogs – Ataris Reise (Isle of Dogs) – Regie: Wes Anderson
- Mirai – Das Mädchen aus der Zukunft (未来のミライ, Mirai no Mirai) – Regie: Mamoru Hosoda
- Webcrasher – Chaos im Netz (Ralph Breaks the Internet) – Regie: Rich Moore und Phil Johnston
- Die Unglaublichen 2 (Incredibles 2) – Regie: Brad Bird

## 2020er Jahre
2020
Mister Link – Ein fellig verrücktes Abenteuer (Missing Link)
- Drachenzähmen leicht gemacht 3: Die geheime Welt (How to Train Your Dragon: The Hidden World)
- Die Eiskönigin II (Frozen II)
- Der König der Löwen (The Lion King)
- A Toy Story: Alles hört auf kein Kommando* (Toy Story 4)

2021
Soul*
- Die Croods – Alles auf Anfang (The Croods: A New Age)
- Onward: Keine halben Sachen (Onward)
- Die bunte Seite des Monds (Over the Moon)
- Wolfwalkers

2022
Encanto*
- Flee
- Im Himmel ist auch Platz für Mäuse (Myši patří do nebe)
- Luca
- Raya und der letzte Drache (Raya and the Last Dragon)

2023
Guillermo del Toros Pinocchio* – Regie: Guillermo del Toro, Mark Gustafson
- Der gestiefelte Kater: Der letzte Wunsch (Puss in Boots: The Last Wish) – Regie: Joel Crawford
- Inu-Oh (犬王) – Regie: Masaaki Yuasa
- Marcel the Shell with Shoes On – Regie: Dean Fleischer Camp
- Rot (Turning Red) – Regie: Domee Shi

2024
Der Junge und der Reiher* (君たちはどう生きるか Kimitachi wa Dō Ikiru ka) – Regie: Hayao Miyazaki
- Elemental – Regie: Peter Sohn
- Spider-Man: Across the Spider-Verse – Regie: Joaquim Dos Santos, Kemp Powers und Justin K. Thompson
- Der Super Mario Bros. Film (The Super Mario Bros. Movie) – Regie: Aaron Horvath und Michael Jelenic
- Suzume (すずめの戸締まり Suzume no Tojimari) – Regie: Makoto Shinkai
- Wish – Regie: Chris Buck und Fawn Veerasunthorn

2025
Flow*
- Alles steht Kopf 2 (Inside Out 2)
- Memoir of a Snail
- Vaiana 2 (Moana 2)
- Wallace & Gromit: Vengeance Most Fowl
- Der wilde Roboter (The Wild Robot)

* = Filmproduktionen, die später den Oscar als Bester Animationsfilm gewannen